# Coupe du monde de biathlon 2025-2026
Navigation
Édition précédente Édition suivante
La 49e édition de la Coupe du monde de biathlon se déroulera entre le 29 novembre 2025 et le 22 mars 2026. La compétition comprendra neuf étapes, la première à Östersund en Suède, la dernière à Oslo-Holmenkollen en Norvège, et sera ponctuée en février par les Jeux olympiques de 2026 à Antholz-Anterselva.

## Programme
La saison 2025-2026 est organisée selon le calendrier suivant :
| Étape | Lieu                      | Date début       | Date fin         |
| ----- | ------------------------- | ---------------- | ---------------- |
| 1     | Östersund                 | 29 novembre 2025 | 7 décembre 2025  |
| 2     | Hochfilzen                | 12 décembre 2025 | 14 décembre 2025 |
| 3     | Annecy - Le Grand-Bornand | 18 décembre 2025 | 21 décembre 2025 |
| 4     | Oberhof                   | 8 janvier 2026   | 11 janvier 2026  |
| 5     | Ruhpolding                | 14 janvier 2026  | 18 janvier 2026  |
| 6     | Nové Město na Moravě      | 22 janvier 2026  | 25 janvier 2026  |
| JO    | Antholz - Anterselva      | 8 février 2026   | 22 février 2026  |
| 7     | Kontiolahti               | 5 mars 2026      | 8 mars 2026      |
| 8     | Otepää                    | 12 mars 2026     | 15 mars 2026     |
| 9     | Oslo - Holmenkollen       | 19 mars 2026     | 22 mars 2026     |

## Attribution des points
Note : les épreuves des Jeux olympiques ne rapportent pas de points pour les classements individuels et ceux des relais, mais en rapportent cependant pour la Coupe des nations.

### Classements des disciplines
Pour les classements spécifiques à chaque discipline (individuel, sprint, poursuite, départ groupé, relais), l'attribution des points est la suivante :
| Place  | 1  | 2  | 3  | 4  | 5  | 6  | 7  | 8  | 9  | 10 | 11 | 12 | 13 | 14 | 15 | 16 | 17 | 18 | 19 | 20 | 21 | 22 | 23 | 24 | 25 | 26 | 27 | 28 | 29 | 30 | 31 | 32 | 33 | 34 | 35 | 36 | 37 | 38 | 39 | 40 |
| ------ | -- | -- | -- | -- | -- | -- | -- | -- | -- | -- | -- | -- | -- | -- | -- | -- | -- | -- | -- | -- | -- | -- | -- | -- | -- | -- | -- | -- | -- | -- | -- | -- | -- | -- | -- | -- | -- | -- | -- | -- |
| Points | 90 | 75 | 65 | 55 | 50 | 45 | 41 | 37 | 34 | 31 | 30 | 29 | 28 | 27 | 26 | 25 | 24 | 23 | 22 | 21 | 20 | 19 | 18 | 17 | 16 | 15 | 14 | 13 | 12 | 11 | 10 | 9  | 8  | 7  | 6  | 5  | 4  | 3  | 2  | 1  |

| Place  | 1 à 21                                               | 22 | 23 | 24 | 25 | 26 | 27 | 28 | 29 | 30 |
| ------ | ---------------------------------------------------- | -- | -- | -- | -- | -- | -- | -- | -- | -- |
| Points | 90... ...20 cf. barème de la table principale (idem) | 18 | 16 | 14 | 12 | 10 | 8  | 6  | 4  | 2  |

### Classement général
Le classement général individuel de la coupe du monde est établi en additionnant les points obtenus par chaque biathlète sur les disciplines individuelles (individuel, sprint, poursuite et départ groupé) lors des neuf étapes de la saison ordinaire, les points des épreuves des Jeux olympiques de 2026 n'étant pas comptabilisés. Une non-participation, un abandon ou une disqualification en course ne rapporte aucun point.

### Coupe des Nations
Le classement général de la coupe des Nations est obtenu en additionnant les points de chaque athlète obtenus lors des épreuves de l'individuel, de sprint, ainsi que lors des relais. Pour les épreuves de l'individuel et de sprint, ne sont pris en compte que les points des trois athlètes les mieux classés par nation.
- Pour chaque épreuve de l'individuel ou du sprint, les points sont attribués selon le tableau suivant :

| Place  | 1   | 2   | 3   | 4   | 5   | 6   | 7   | 8   | 9   | 10  | 11  | 12  | 13  | 14  | 15  | 16  | 17  | 18  | 19  | 20  | 21  | 22  | 23  | 24  | 25  | 26  | 27  | 28  | 29  | 30  |
| ------ | --- | --- | --- | --- | --- | --- | --- | --- | --- | --- | --- | --- | --- | --- | --- | --- | --- | --- | --- | --- | --- | --- | --- | --- | --- | --- | --- | --- | --- | --- |
| Points | 160 | 154 | 148 | 143 | 140 | 138 | 136 | 134 | 132 | 131 | 130 | 129 | 128 | 127 | 126 | 125 | 124 | 123 | 122 | 121 | 120 | 119 | 118 | 117 | 116 | 115 | 114 | 113 | 112 | 111 |

Puis de 1 point en 1 point jusqu'à la 80e place, et de 2 en 2 points pour arriver à 1 point pour la 110e place. Toutes les places suivantes obtiennent 1 point.
- Pour chaque relais, les points sont attribués selon le tableau suivant :

| Place  | 1   | 2   | 3   | 4   | 5   | 6   | 7   | 8   | 9   | 10  | 11  | 12  | 13  | 14  | 15  | 16  | 17  | 18  | 19  | 20  | 21  | 22  | 23 | 24 | 25 | 26 | 27 | 28 | 29 | 30 |
| ------ | --- | --- | --- | --- | --- | --- | --- | --- | --- | --- | --- | --- | --- | --- | --- | --- | --- | --- | --- | --- | --- | --- | -- | -- | -- | -- | -- | -- | -- | -- |
| Points | 420 | 390 | 360 | 330 | 310 | 290 | 270 | 250 | 230 | 220 | 210 | 200 | 190 | 180 | 170 | 160 | 150 | 140 | 130 | 120 | 110 | 100 | 90 | 80 | 70 | 60 | 50 | 40 | 30 | 20 |

- Pour les relais mixtes (normal et simple), le barème est le même que celui des relais par genre mais les points sont partagés en deux entre le classement général des nations féminin et le classement général des nations masculin. Chacun des deux classements reçoit alors des points selon le tableau suivant :

| Place  | 1   | 2   | 3   | 4   | 5   | 6   | 7   | 8   | 9   | 10  | 11  | 12  | 13 | 14 | 15 | 16 | 17 | 18 | 19 | 20 | 21 | 22 | 23 | 24 | 25 | 26 | 27 | 28 | 29 | 30 |
| ------ | --- | --- | --- | --- | --- | --- | --- | --- | --- | --- | --- | --- | -- | -- | -- | -- | -- | -- | -- | -- | -- | -- | -- | -- | -- | -- | -- | -- | -- | -- |
| Points | 210 | 195 | 180 | 165 | 155 | 145 | 135 | 125 | 115 | 110 | 105 | 100 | 95 | 90 | 85 | 80 | 75 | 70 | 65 | 60 | 55 | 50 | 45 | 40 | 35 | 30 | 25 | 20 | 15 | 10 |

## Quotas de participants
Les 25 meilleures nations de la saison précédente de Coupe du monde se voient attribuer des quotas de départ fixes pour les épreuves individuelles. En outre, huit wild cards sont attribuées aux fédérations nationales qui n'ont pas de quota de départ fixe. Deux wild cards au maximum par fédération et par sexe sont accordées sur la base de la liste de points de qualification de l'IBU. Ces quotas ne sont valables que pour un seul trimestre. Remarque : dans le jargon de l'IBU, le trimestre de compétition est un enchaînement de trois étapes, sans coupure (soit le premier trimestre en décembre, le deuxième en janvier et le troisième en mars).

### Quotas de départ des hommes
- 6 partants :  France,  Norvège,  Suède,  Allemagne,  Italie
- 5 partants :  Suisse  Tchéquie,  Ukraine↑,  Slovénie,  Finlande
- 4 partants :  Autriche↓,  États-Unis,  Belgique↑,  Pologne,  Bulgarie↑,  Estonie,  Roumanie
- 3 partants :  Lettonie↓,  Lituanie,  Canada,  Kazakhstan↓,   Moldavie,  Slovaquie↑
- 2 partants :  Croatie↑,  Chine↑
- 0 partant :  Corée du Sud↓,  Japon↓

### Quotas de départ des femmes
- 6 partantes :  France,  Suède,  Allemagne,  Norvège,  Suisse↑
- 5 partantes :  Italie↓,  Autriche,  Ukraine,  Tchéquie,  Finlande↑,
- 4 partantes :  Pologne↓,  Slovénie,  Estonie,  Slovaquie↑,  Bulgarie,  Canada,  Belgique↑
- 3 partantes :  Lituanie↓,  États-Unis↓,  Lettonie,  Roumanie,  Kazakhstan,  Moldavie
- 2 partantes :  Chine↑,  Corée du Sud
- 0 partante :  Croatie↓

Les flèches indiquent respectivement les gains (↑) et les pertes (↓) de quotas de départ par rapport à la saison 2024-2025.

### Quotas supplémentaires
Les vainqueurs de l'IBU Cup de la saison précédente apportent un quota supplémentaire à leur nation pour les deux premières étapes de Coupe du monde. Ce quota n'est pas nominatif (il l'a été jusqu'à la saison 2023-2024). Cela signifie que ces lauréats de l'IBU Cup n'ont aucune garantie de participation, ils doivent d'abord être sélectionnés par leur fédération.
Pour la première fois, les vainqueurs du classement général de la Coupe du monde de biathlon de l'hiver  précédent ont un quota nominatif pour les deux premières étapes de Coupe du monde, ce qui permet à leur fédération nationale de sélectionner un(e) autre biathlète supplémentaire.
Cependant, les deux options précédentes ne se cumulent pas, la limite maximale de quotas est donc fixée à sept. Ainsi la Norvège peut aligner sept hommes, l'Allemagne et la France sept femmes au départ des épreuves d'Östersund et d'Hochfilzen.

## Classements

### Classements généraux
| Rang | Nom | Points | Victoire(s) | Podium(s) |
| ---- | --- | ------ | ----------- | --------- |
| 1    | -   |        |             |           |
| 2    | -   |        |             |           |
| 3    | -   |        |             |           |
| 4    | -   |        |             |           |
| 5    | -   |        |             |           |
| 6    | -   |        |             |           |
| 7    | -   |        |             |           |
| 8    | -   |        |             |           |
| 9    | -   |        |             |           |
| 10   | -   |        |             |           |

| Rang | Nom | Points | Victoire(s) | Podium(s) |
| ---- | --- | ------ | ----------- | --------- |
| 1    | -   |        |             |           |
| 2    | -   |        |             |           |
| 3    | -   |        |             |           |
| 4    | -   |        |             |           |
| 5    | -   |        |             |           |
| 6    | -   |        |             |           |
| 7    | -   |        |             |           |
| 8    | -   |        |             |           |
| 9    | -   |        |             |           |
| 10   | -   |        |             |           |

| Rang | Nom | Points |
| ---- | --- | ------ |
| 1    | -   |        |
| 2    | -   |        |
| 3    | -   |        |
| 4    | -   |        |
| 5    | -   |        |

| Rang | Nom | Points |
| ---- | --- | ------ |
| 1    | -   |        |
| 2    | -   |        |
| 3    | -   |        |
| 4    | -   |        |
| 5    | -   |        |

### Coupe des Nations
| Rang | Nation | Points |
| ---- | ------ | ------ |
| 1    |        |        |
| 2    |        |        |
| 3    |        |        |
| 4    |        |        |
| 5    |        |        |
| 6    |        |        |
| 7    |        |        |
| 8    |        |        |
| 9    |        |        |
| 10   |        |        |

| Rang | Nation | Points |
| ---- | ------ | ------ |
| 1    |        |        |
| 2    |        |        |
| 3    |        |        |
| 4    |        |        |
| 5    |        |        |
| 6    |        |        |
| 7    |        |        |
| 8    |        |        |
| 9    |        |        |
| 10   |        |        |

### Classement par discipline

#### Individuel
| Rang | Nom | Points | Victoire(s) | Podium(s) |
| ---- | --- | ------ | ----------- | --------- |
| 1    | -   |        |             |           |
| 2    | -   |        |             |           |
| 3    | -   |        |             |           |
| 4    | -   |        |             |           |
| 5    | -   |        |             |           |

| Rang | Nom | Points | Victoire(s) | Podium(s) |
| ---- | --- | ------ | ----------- | --------- |
| 1    | -   |        |             |           |
| 2    | -   |        |             |           |
| 3    | -   |        |             |           |
| 4    | -   |        |             |           |
| 5    | -   |        |             |           |

#### Sprint
| Rang | Nom | Points | Victoire(s) | Podium(s) |
| ---- | --- | ------ | ----------- | --------- |
| 1    | -   |        |             |           |
| 2    | -   |        |             |           |
| 3    | -   |        |             |           |
| 4    | -   |        |             |           |
| 5    | -   |        |             |           |

| Rang | Nom | Points | Victoire(s) | Podium(s) |
| ---- | --- | ------ | ----------- | --------- |
| 1    | -   |        |             |           |
| 2    | -   |        |             |           |
| 3    | -   |        |             |           |
| 4    | -   |        |             |           |
| 5    | -   |        |             |           |

#### Poursuite
| Rang | Nom | Points | Victoire(s) | Podium(s) |
| ---- | --- | ------ | ----------- | --------- |
| 1    | -   |        |             |           |
| 2    | -   |        |             |           |
| 3    | -   |        |             |           |
| 4    | -   |        |             |           |
| 5    | -   |        |             |           |

| Rang | Nom | Points | Victoire(s) | Podium(s) |
| ---- | --- | ------ | ----------- | --------- |
| 1    | -   |        |             |           |
| 2    | -   |        |             |           |
| 3    | -   |        |             |           |
| 4    | -   |        |             |           |
| 5    | -   |        |             |           |

#### Mass-Start (Départ Groupé)
| Rang | Nom | Points | Victoire(s) | Podium(s) |
| ---- | --- | ------ | ----------- | --------- |
| 1    | -   |        |             |           |
| 2    | -   |        |             |           |
| 3    | -   |        |             |           |
| 4    | -   |        |             |           |
| 5    | -   |        |             |           |

| Rang | Nom | Points | Victoire(s) | Podium(s) |
| ---- | --- | ------ | ----------- | --------- |
| 1    | -   |        |             |           |
| 2    | -   |        |             |           |
| 3    | -   |        |             |           |
| 4    | -   |        |             |           |
| 5    | -   |        |             |           |

#### Relais
| Rang | Nation | Points | Victoires |
| ---- | ------ | ------ | --------- |
| 1    |        |        |           |
| 2    |        |        |           |
| 3    |        |        |           |
| 4    |        |        |           |
| 5    |        |        |           |

| Rang | Nation | Points | Victoires |
| ---- | ------ | ------ | --------- |
| 1    |        |        |           |
| 2    |        |        |           |
| 3    |        |        |           |
| 4    |        |        |           |
| 5    |        |        |           |

| Rang | Nation | Points | Victoires |
| ---- | ------ | ------ | --------- |
| 1    |        |        |           |
| 2    |        |        |           |
| 3    |        |        |           |
| 4    |        |        |           |
| 5    |        |        |           |

### Globes de cristal et titres olympiques
| Disciplines       | Globes de cristal | Champions olympiques |
| ----------------- | ----------------- | -------------------- |
| Général           | -                 |                      |
| Coupe des Nations | -                 |                      |
| Individuel        | -                 |                      |
| Sprint            | -                 |                      |
| Poursuite         | -                 |                      |
| Départ Groupé     | -                 |                      |
| Relais            | -                 |                      |

| Disciplines       | Globes de cristal | Championnes olympiques |
| ----------------- | ----------------- | ---------------------- |
| Général           | -                 |                        |
| Coupe des Nations | -                 |                        |
| Individuel        | -                 |                        |
| Sprint            | -                 |                        |
| Poursuite         | -                 |                        |
| Départ Groupé     | -                 |                        |
| Relais            | -                 |                        |

| Disciplines   | Globe de cristal | Champions olympiques |
| ------------- | ---------------- | -------------------- |
| Relais        | -                | -                    |
| Relais simple | -                | -                    |

| Classe | Hommes | Femmes |
| ------ | ------ | ------ |
| U23    | -      | -      |

## Calendrier et podiums
La saison 2025-2026 est organisée selon le calendrier ci-dessous.

### Hommes

#### Épreuves individuelles
| Étape                                                  | Lieu                      | Épreuve                | Date             | Vainqueur | Deuxième | Troisième | Leader du classement général                           |
| ------------------------------------------------------ | ------------------------- | ---------------------- | ---------------- | --------- | -------- | --------- | ------------------------------------------------------ |
| 1                                                      | Östersund                 | Individuel 20 km       | 3 décembre 2025  | -         | -        | -         | -                                                      |
| 1                                                      | Östersund                 | Sprint 10 km           | 6 décembre 2025  | -         | -        | -         | -                                                      |
| 1                                                      | Östersund                 | Poursuite 12,5 km      | 7 décembre 2025  | -         | -        | -         | -                                                      |
| 2                                                      | Hochfilzen                | Sprint 10 km           | 12 décembre 2025 | -         | -        | -         | -                                                      |
| 2                                                      | Hochfilzen                | Poursuite 12,5 km      | 13 décembre 2025 | -         | -        | -         | -                                                      |
| 3                                                      | Annecy - Le Grand-Bornand | Sprint 10 km           | 19 décembre 2025 | -         | -        | -         | -                                                      |
| 3                                                      | Annecy - Le Grand-Bornand | Poursuite 12,5 km      | 20 décembre 2025 | -         | -        | -         | -                                                      |
| 3                                                      | Annecy - Le Grand-Bornand | Mass-start 15 km       | 21 décembre 2025 | -         | -        | -         | -                                                      |
| 4                                                      | Oberhof                   | Sprint 10 km           | 8 janvier 2026   | -         | -        | -         | -                                                      |
| 4                                                      | Oberhof                   | Poursuite 12,5 km      | 10 janvier 2026  | -         | -        | -         | -                                                      |
| 5                                                      | Ruhpolding                | Sprint 10 km           | 17 janvier 2026  | -         | -        | -         | -                                                      |
| 5                                                      | Ruhpolding                | Poursuite 12,5 km      | 18 janvier 2026  | -         | -        | -         | -                                                      |
| 6                                                      | Nové Město                | Individuel court 15 km | 22 janvier 2026  | -         | -        | -         | -                                                      |
| 6                                                      | Nové Město                | Mass-start 15 km       | 25 janvier 2026  | -         | -        | -         | -                                                      |
| Jeux olympiques d'hiver de 2026 (8 au 21 février 2026) |                           |                        |                  |           |          |           |                                                        |
| JO                                                     | Antholz - Anterselva      | Individuel 20 km       | 10 février 2026  | -         | -        | -         | Épreuves non comptabilisées pour le classement général |
| JO                                                     | Antholz - Anterselva      | Sprint 10 km           | 13 février 2026  | -         | -        | -         | Épreuves non comptabilisées pour le classement général |
| JO                                                     | Antholz - Anterselva      | Poursuite 12,5 km      | 15 février 2026  | -         | -        | -         | Épreuves non comptabilisées pour le classement général |
| JO                                                     | Antholz - Anterselva      | Mass-start 15 km       | 20 février 2026  | -         | -        | -         | Épreuves non comptabilisées pour le classement général |
| Fin des Jeux olympiques d'hiver                        |                           |                        |                  |           |          |           |                                                        |
| 7                                                      | Kontiolahti               | Individuel 20 km       | 6 mars 2026      | -         | -        | -         | -                                                      |
| 7                                                      | Kontiolahti               | Mass-start 15 km       | 8 mars 2026      | -         | -        | -         | -                                                      |
| 8                                                      | Otepää                    | Sprint 10 km           | 12 mars 2026     | -         | -        | -         | -                                                      |
| 8                                                      | Otepää                    | Poursuite 12,5 km      | 14 mars 2026     | -         | -        | -         | -                                                      |
| 9                                                      | Oslo - Holmenkollen       | Sprint 10 km           | 20 mars 2026     | -         | -        | -         | -                                                      |
| 9                                                      | Oslo - Holmenkollen       | Poursuite 12,5 km      | 21 mars 2026     | -         | -        | -         | -                                                      |
| 9                                                      | Oslo - Holmenkollen       | Mass-start 15 km       | 22 mars 2026     | -         | -        | -         | -                                                      |

#### Relais
| Étape                                                  | Lieu                 | Épreuve           | Date             | Vainqueur | Deuxième | Troisième | Leader du classement du relais masculin              |
| ------------------------------------------------------ | -------------------- | ----------------- | ---------------- | --------- | -------- | --------- | ---------------------------------------------------- |
| 1                                                      | Östersund            | Relais 4 × 7,5 km | 29 novembre 2025 | -         | -        | -         | -                                                    |
| 2                                                      | Hochfilzen           | Relais 4 × 7,5 km | 14 décembre 2025 | -         | -        | -         | -                                                    |
| 4                                                      | Oberhof              | Relais 4 × 7,5 km | 11 janvier 2026  | -         | -        | -         | -                                                    |
| 5                                                      | Ruhpolding           | Relais 4 × 7,5 km | 15 janvier 2026  | -         | -        | -         | -                                                    |
| Jeux olympiques d'hiver de 2026 (8 au 21 février 2026) |                      |                   |                  |           |          |           |                                                      |
| JO                                                     | Antholz - Anterselva | Relais 4 × 7,5 km | 17 février 2026  | -         | -        | -         | Épreuve non comptabilisée pour le classement général |
| Fin des Jeux olympiques d'hiver                        |                      |                   |                  |           |          |           |                                                      |
| 7                                                      | Kontiolahti          | Relais 4 × 7,5 km | 7 mars 2026      | -         | -        | -         | -                                                    |

### Femmes

#### Épreuves individuelles
| Étape                                                  | Lieu                      | Épreuve                  | Date             | Vainqueur | Deuxième | Troisième | Leader du classement général                           |
| ------------------------------------------------------ | ------------------------- | ------------------------ | ---------------- | --------- | -------- | --------- | ------------------------------------------------------ |
| 1                                                      | Östersund                 | Individuel 15 km         | 2 décembre 2025  | -         | -        | -         | -                                                      |
| 1                                                      | Östersund                 | Sprint 7,5 km            | 5 décembre 2025  | -         | -        | -         | -                                                      |
| 1                                                      | Östersund                 | Poursuite 10 km          | 7 décembre 2025  | -         | -        | -         | -                                                      |
| 2                                                      | Hochfilzen                | Sprint 7,5 km            | 12 décembre 2025 | -         | -        | -         | -                                                      |
| 2                                                      | Hochfilzen                | Poursuite 10 km          | 13 décembre 2025 | -         | -        | -         | -                                                      |
| 3                                                      | Annecy - Le Grand-Bornand | Sprint 7,5 km            | 18 décembre 2025 | -         | -        | -         | -                                                      |
| 3                                                      | Annecy - Le Grand-Bornand | Poursuite 10 km          | 20 décembre 2025 | -         | -        | -         | -                                                      |
| 3                                                      | Annecy - Le Grand-Bornand | Mass-start 12,5 km       | 21 décembre 2025 | -         | -        | -         | -                                                      |
| 4                                                      | Oberhof                   | Sprint 7,5 km            | 9 janvier 2026   | -         | -        | -         | -                                                      |
| 4                                                      | Oberhof                   | Poursuite 10 km          | 11 janvier 2026  | -         | -        | -         | -                                                      |
| 5                                                      | Ruhpolding                | Sprint 7,5 km            | 16 janvier 2026  | -         | -        | -         | -                                                      |
| 5                                                      | Ruhpolding                | Poursuite 10 km          | 18 janvier 2026  | -         | -        | -         | -                                                      |
| 6                                                      | Nové Město                | Individuel court 12,5 km | 23 janvier 2026  | -         | -        | -         | -                                                      |
| 6                                                      | Nové Město                | Mass-start 12,5 km       | 25 janvier 2026  | -         | -        | -         | -                                                      |
| Jeux olympiques d'hiver de 2026 (8 au 21 février 2026) |                           |                          |                  |           |          |           |                                                        |
| JO                                                     | Antholz - Anterselva      | Individuel 15 km         | 11 février 2026  | -         | -        | -         | Épreuves non comptabilisées pour le classement général |
| JO                                                     | Antholz - Anterselva      | Sprint 7,5 km            | 14 février 2026  | -         | -        | -         | Épreuves non comptabilisées pour le classement général |
| JO                                                     | Antholz - Anterselva      | Poursuite 10 km          | 15 février 2026  | -         | -        | -         | Épreuves non comptabilisées pour le classement général |
| JO                                                     | Antholz - Anterselva      | Mass-start 12,5 km       | 21 février 2026  | -         | -        | -         | Épreuves non comptabilisées pour le classement général |
| Fin des Jeux olympiques d'hiver                        |                           |                          |                  |           |          |           |                                                        |
| 7                                                      | Kontiolahti               | Individuel 15 km         | 5 mars 2026      | -         | -        | -         | -                                                      |
| 7                                                      | Kontiolahti               | Mass-start 12,5 km       | 8 mars 2026      | -         | -        | -         | -                                                      |
| 8                                                      | Otepää                    | Sprint 7,5 km            | 13 mars 2026     | -         | -        | -         | -                                                      |
| 8                                                      | Otepää                    | Poursuite 10 km          | 14 mars 2026     | -         | -        | -         | -                                                      |
| 9                                                      | Oslo - Holmenkollen       | Sprint 7,5 km            | 19 mars 2026     | -         | -        | -         | -                                                      |
| 9                                                      | Oslo - Holmenkollen       | Poursuite 10 km          | 21 mars 2026     | -         | -        | -         | -                                                      |
| 9                                                      | Oslo - Holmenkollen       | Mass-start 12,5 km       | 22 mars 2026     | -         | -        | -         | -                                                      |

#### Relais
| Étape                                                  | Lieu                 | Épreuve         | Date             | Vainqueur | Deuxième | Troisième | Leader du classement du relais féminin               |
| ------------------------------------------------------ | -------------------- | --------------- | ---------------- | --------- | -------- | --------- | ---------------------------------------------------- |
| 1                                                      | Östersund            | Relais 4 × 6 km | 29 novembre 2025 | -         | -        | -         | -                                                    |
| 2                                                      | Hochfilzen           | Relais 4 × 6 km | 14 décembre 2025 | -         | -        | -         | -                                                    |
| 4                                                      | Oberhof              | Relais 4 × 6 km | 10 janvier 2026  | -         | -        | -         | -                                                    |
| 5                                                      | Ruhpolding           | Relais 4 × 6 km | 14 janvier 2026  | -         | -        | -         | -                                                    |
| Jeux olympiques d'hiver de 2026 (8 au 21 février 2026) |                      |                 |                  |           |          |           |                                                      |
| JO                                                     | Antholz - Anterselva | Relais 4 × 6 km | 18 février 2026  | -         | -        | -         | Épreuve non comptabilisée pour le classement général |
| Fin des Jeux olympiques d'hiver                        |                      |                 |                  |           |          |           |                                                      |
| 7                                                      | Kontiolahti          | Relais 4 × 6 km | 7 mars 2026      | -         | -        | -         | -                                                    |

### Mixte
| Étape                                                  | Lieu                 | Épreuve                         | Date             | Vainqueur | Deuxième | Troisième | Leader du classement du relais mixte |
| ------------------------------------------------------ | -------------------- | ------------------------------- | ---------------- | --------- | -------- | --------- | ------------------------------------ |
| 1                                                      | Östersund            | Relais 2 × 6 km H + 2 × 6 km F  | 30 novembre 2026 |           |          |           |                                      |
| 1                                                      | Östersund            | Relais simple 6 km H + 7,5 km F | 30 novembre 2026 |           |          |           |                                      |
| 6                                                      | Nové Město           | Relais 2 × 6 km F + 2 × 6 km H  | 24 janvier 2026  |           |          |           |                                      |
| 6                                                      | Nové Město           | Relais simple 6 km F + 7,5 km H | 24 janvier 2026  |           |          |           |                                      |
| Jeux olympiques d'hiver de 2026 (8 au 21 février 2026) |                      |                                 |                  |           |          |           |                                      |
| JO                                                     | Antholz - Anterselva | Relais 2 × 6 km H + 2 × 6 km F  | 8 février 2026   |           |          |           |                                      |
| Fin des Jeux olympiques d'hiver                        |                      |                                 |                  |           |          |           |                                      |
| 8                                                      | Otepää               | Relais 2 × 6 km H + 2 × 6 km F  | 15 mars 2026     |           |          |           |                                      |
| 8                                                      | Otepää               | Relais simple 6 km H + 7,5 km F | 15 mars 2026     |           |          |           |                                      |